# Fender Jazz Bass

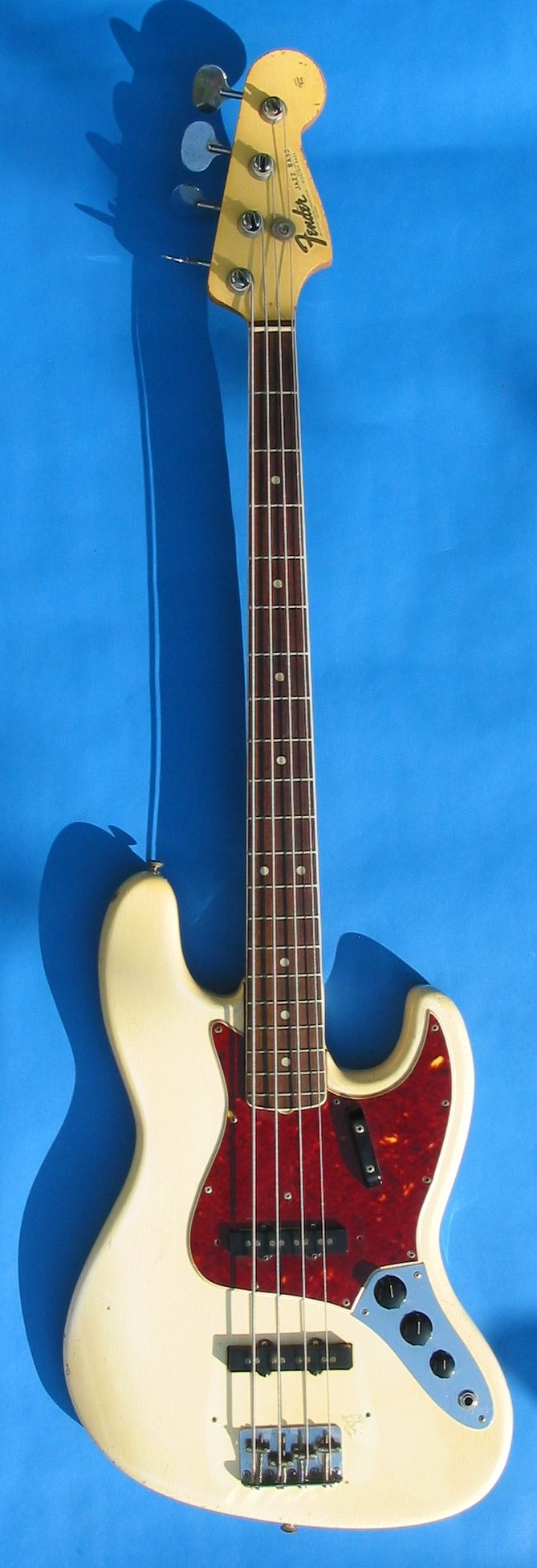
Fender Jazz Bass 1966.

O Fender Jazz Bass (ou J-Bass) foi o segundo modelo de contra-baixos elétricos criado por Leo Fender. O Jazz Bass tem um som mais articulado e definido do que o seu antecessor, o Fender Precision Bass. A distinção está no seu tom mais brilhante e rico em médios com menos ênfase na harmônica fundamental. Por causa disso, muitos baixistas que querem se destacar em suas bandas (inclusive em pequenas bandas como os power trios), preferem o Jazz Bass.

## História
O Fender Jazz Bass é um contrabaixo com corpo sólido que tem dois captadores e 4 cordas. Introduzido em 1960 como "Deluxe Model", foi comercializado juntamente com a guitarra Jazzmaster que também era chamada de "Deluxe Model". Foi renomeado para Jazz Bass quando a fábrica percebeu que seu braço redesenhado - mais fino e curvado do que o Fender Precision Bass - iria se encaixar mais em músicos do jazz.
O Jazz Bass possui dois captadores simples cada um com dois ímãs por corda. Isso dá ao contrabaixo um som com muitos médios para competir com o contrabaixo Rickenbacker, fabricado em 1954 e que ficou famoso pelo seu timbre brilhante e característico. Assim como seu corpo levemente diferente, menos simétrico e mais contornado, o braço do Jazz Bass é notavelmente mais fino na ponta, diferente do Fender Precision Bass.

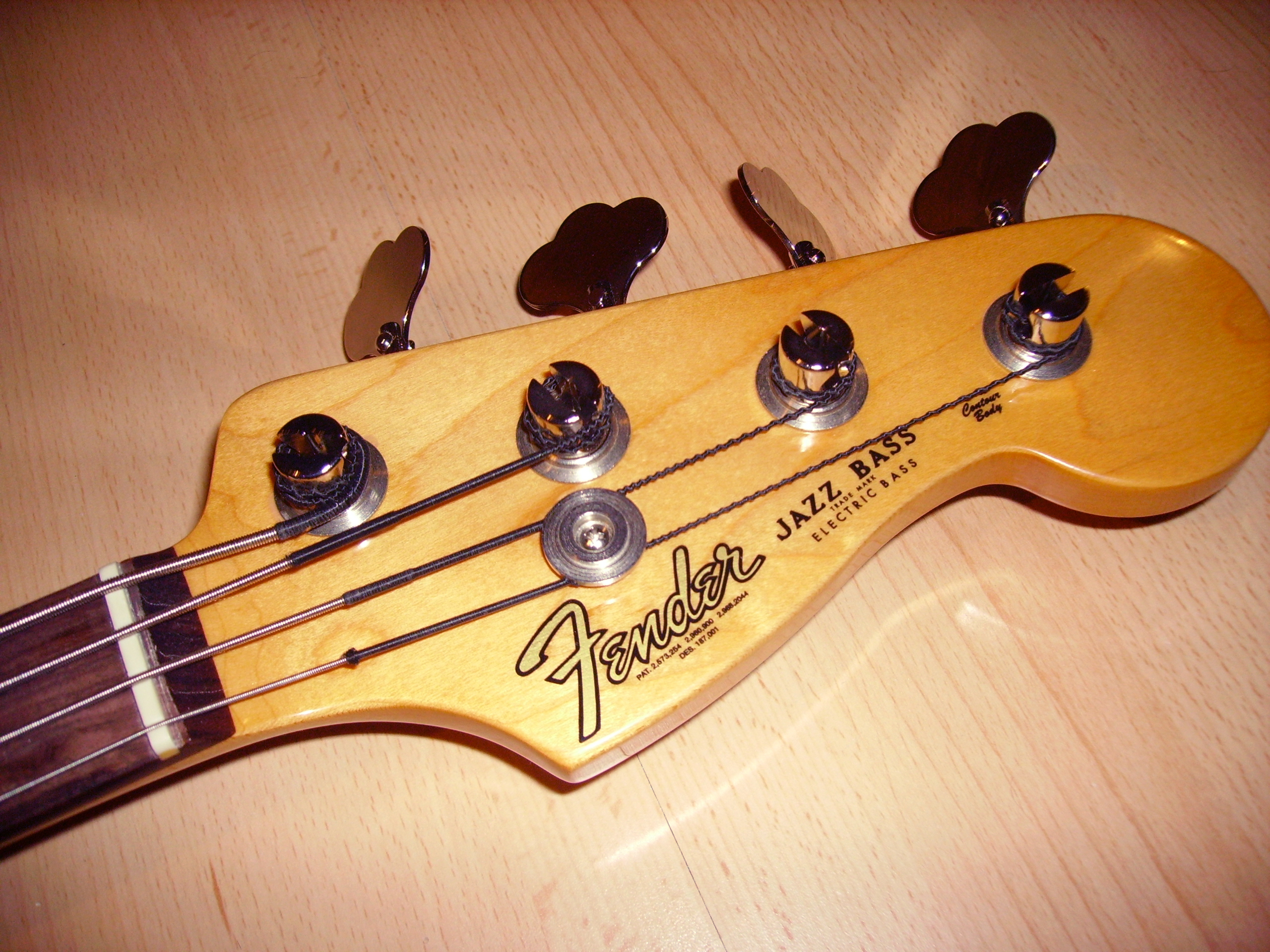
Headstock do Jazz Bass

A intenção original foi de encorajar os baixistas a trocar seus contrabaixos acusticos por elétricos. O Jazz Bass original tinha dois botões (volume e tom) para cada captador. Instrumentos originais com esta construção são bastante valiosos no mercado de instrumentos vintage. Hoje em dia, possui 3 botões de controle: dois controlando o volume de cada captador e um botão de tom para todo o instrumento. Um quarto botão push-pull está presente nos modelos americanos produzidos depois do segundo semestre de 2003, que permite aos captadores operar em série ou paralelo. Quando em série, os dois captadores funcionam como um só, com um único controle de volume, levando seu som ao nível do Fender Precision Bass.

## Séries
- Standard: Produzida no México.
- Classic Series: produzida no México, é formada por reedições de modelos antigos, como os produzidos nos anos 60 e 70.
- Mexican Deluxe Series: produzida no México, destaca-se por ter pré-amplificador ativo, com equalizador de três bandas.
- American Special: Antes chamada de Highway One. Instrumentos que tinhas partes fabricadas na Fender México e montado na Fender EUA. A estrada que ligada as duas fábricas chama "Highway One", por isso o antigo nome da linha.
- American Standard: Produzida em Corona, California, EUA.
- American Deluxe Series: destaca-se por ter escudo mais curto e escala com 22 trastes, ao contrário dos tradicionais 20 trastes. Baixos pre-amplificados e de captação ativa, com captador Fender Noiseless.
- American Vintage: reedições de antigos modelos, produzidas nos Estados Unidos.
- Artist: modelos signature, criados especificamente para os artistas. Os modelos atualmente fabricados são os modelos de: Frank Bello (Anthrax), Geddy Lee (Rush), Jaco Pastorius (1951-1987), Mark Hoppus (Blink 182), Reggie Hamilton. A Fender já fabricou baixos assinatura do Marcus Miller, versões de 4 e 5 cordas, Victor Bailey, versões de 4 e 5 cordas, Steve Bailey